# Sandy Jardine
William "Sandy" Pullar Jardine (født 31. december 1948, død 24. april 2014) var en skotsk fodboldspiller (højre back) og manager.
Jardine tilbragte hele 17 sæsoner hos Glasgow-storklubben Rangers F.C. Her var han med til at vinde tre skotske mesterskaber, fem FA Cup-titler samt Pokalvindernes Europa Cup i 1972. I 1982 skiftede han til Hearts i hjembyen Edinburgh, hvor han spillede frem til sit karrierestop i 1988, de sidste to år som spillende manager.
Jardine spillede desuden 38 kampe og scorede ét mål for det skotske landshold. Hans første landskamp var et opgør mod Danmark 11. november 1970, hans sidste en kamp mod Belgien 19. december 1979. Han repræsenterede sit land ved både VM i 1974 i Vesttyskland. og VM i 1978 i Argentina.
I 2006 blev Jardine inkluderet i Scottish Football Hall of Fame.

## Titler
Skotsk Premier League
- 1975, 1976 og 1978 med Rangers F.C.

Skotsk FA Cup
- 1973, 1976, 1978, 1979 og 1981 med Rangers F.C.

Skotlands Liga Cup
- 1971, 1976, 1978, 1979 og 1982 med Rangers F.C.

Pokalvindernes Europa Cup
- 1972 med Rangers F.C.